# Taj Mahal
El Taj Mahal (la Corona de Mahal) és un gran mausoleu a la ciutat d'Agra a l'Índia, a la vora del riu Yamuna. El va fer construir l'emperador mogol Xa Jahan en honor de la seva difunta esposa, l'emperadriu Arjumand Banu Begum, més coneguda com a Mumtaz Mahal (‘l'escollida del palau’), la qual va morir en donar a llum el seu catorzè fill.

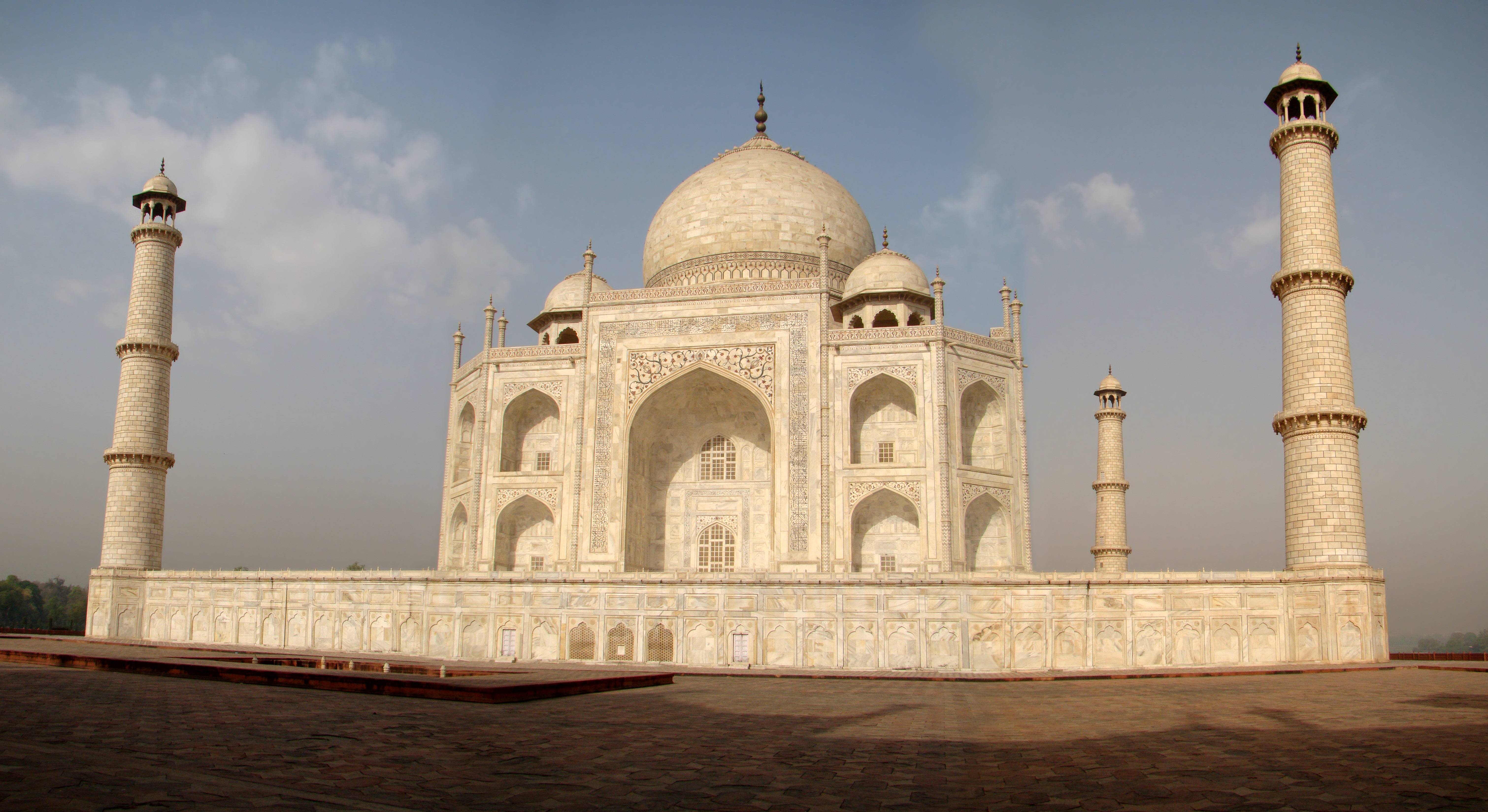
Vist des de l'est

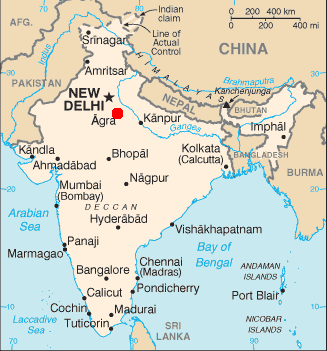
Ubicació del Taj Mahal a l'Índia.

És considerat el més bell exemple d'arquitectura mogola, que sol combinar elements d'estil islàmic, persa, indi i turc. Se n'ha destacat especialment el caràcter romàntic de l'edifici.
Va ser erigit entre el 1631 i el 1654 i es calcula que van caldre uns 20.000 homes per construir-lo. Tot i que la part més coneguda del Taj Mahal és el mausoleu cobert per una cúpula de marbre blanc, de fet es tracta d'un conjunt d'edificis integrats.
El 7 de juliol del 2007, el Taj Mahal va ser reconegut com una de les set noves meravelles del món, una iniciativa privada sense el suport de la UNESCO.

## Origen i inspiració

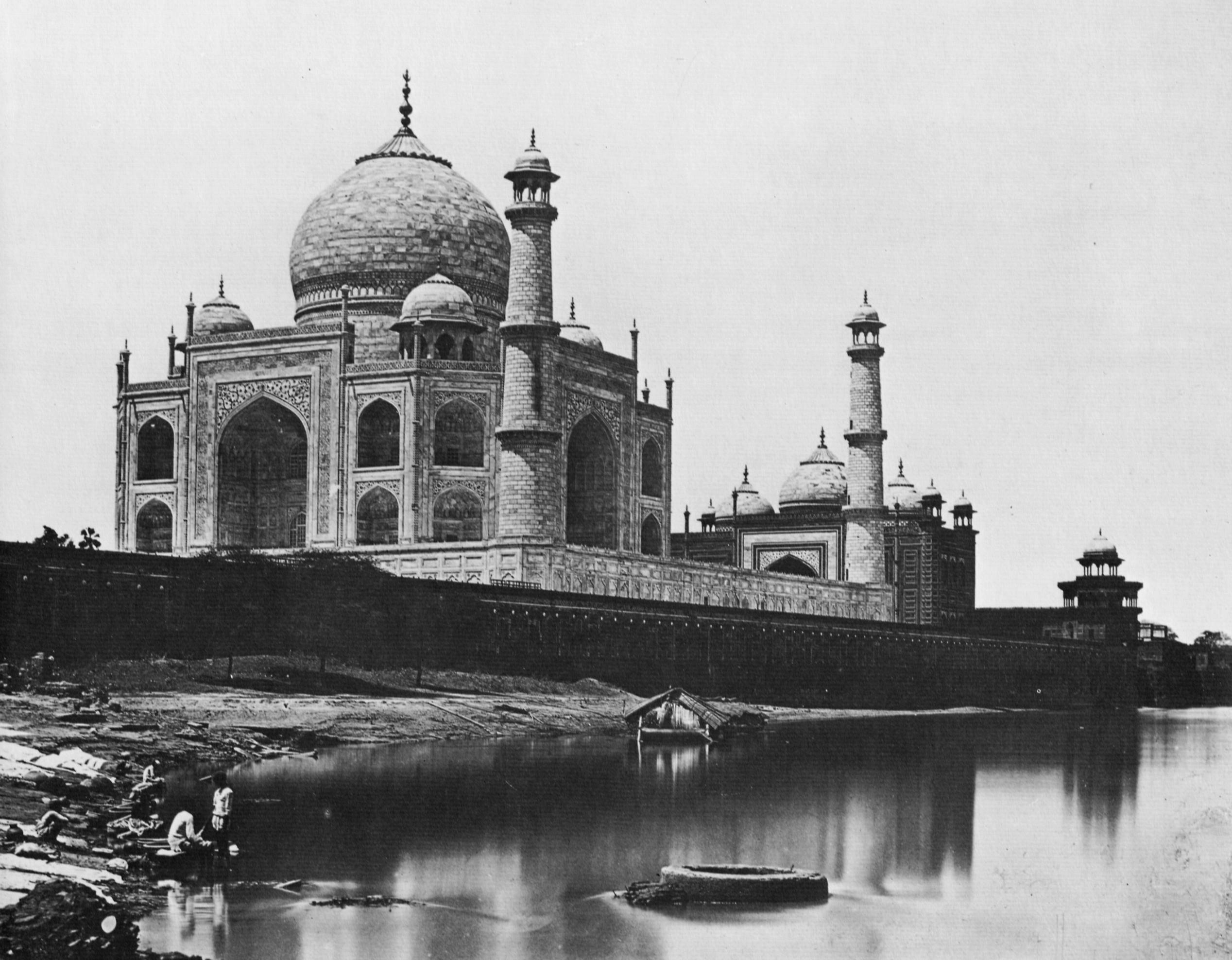
El Taj Mahal en una fotografia de 1865

L'emperador Xa Jahan va ser un prolífic mecenes, amb recursos pràcticament il·limitats. Sota la seva tutela es van construir els palaus i jardins de Shalimar a Lahore, també en honor de la seva esposa.
Mumtaz Mahal va donar al seu espòs catorze fills, però va morir en l'últim part i l'emperador, desconsolat, va iniciar gairebé de seguida la construcció del Taj com a ofrena pòstuma. Tots els detalls de l'edifici mostren la seva naturalesa romàntica, i el conjunt presumeix d'una estètica esplèndida. En l'oportunitat d'una visita feta el 1663, l'explorador francès François Bernier va realitzar el següent retrat del Taj Mahal i dels motius de l'emperador per construir-lo:
| « | (...) Completaré aquesta carta amb una descripció dels dos meravellosos mausoleus que atorguen total superioritat a Agra sobre Delhi. Un d'ells va ser erigit per Jehan-guyre (sic) en honor del seu pare Ekbar, i Chah-Jehan va aixecar l'altre, d'extraordinària i celebrada bellesa, en memòria de la seva esposa Tage Mehale, de qui es diu que el seu espòs estava tan enamorat que li va ser fidel tota la seva vida i a la seva mort va quedar tan afectat que no va trigar molt en seguir-la a la tomba. | » |

## Síntesi històrica
Poc després d'acabar l'obra el 1657, Xa Jahan va caure malalt i el seu fill Sha Shuja es va declarar a si mateix emperador a Bengala, mentre Murad, amb el suport del seu germà Aurangzeb, feia el mateix al Gujarat. Quan Xa Jahan, molt malalt, es va rendir als atacs dels seus fills, Aurangzeb li va permetre seguir amb vida en arrest domiciliari que va complir en el proper fort d'Agra. La llegenda diu que va passar la resta dels seus dies mirant el Taj Mahal per la finestra i, després de la seva mort el 1666, Aurangzeb el va enterrar al mausoleu al costat de la seva esposa, generant l'única ruptura de la perfecta simetria del conjunt.
Al final del segle xix diversos sectors del Taj Mahal estaven molt deteriorats per falta de manteniment i durant l'època de la revolta hindú (1857) va ser danyat per soldats britànics, sipais i oficials del govern, que arrencaven pedres semiprecioses i lapislàtzuli dels seus murs.

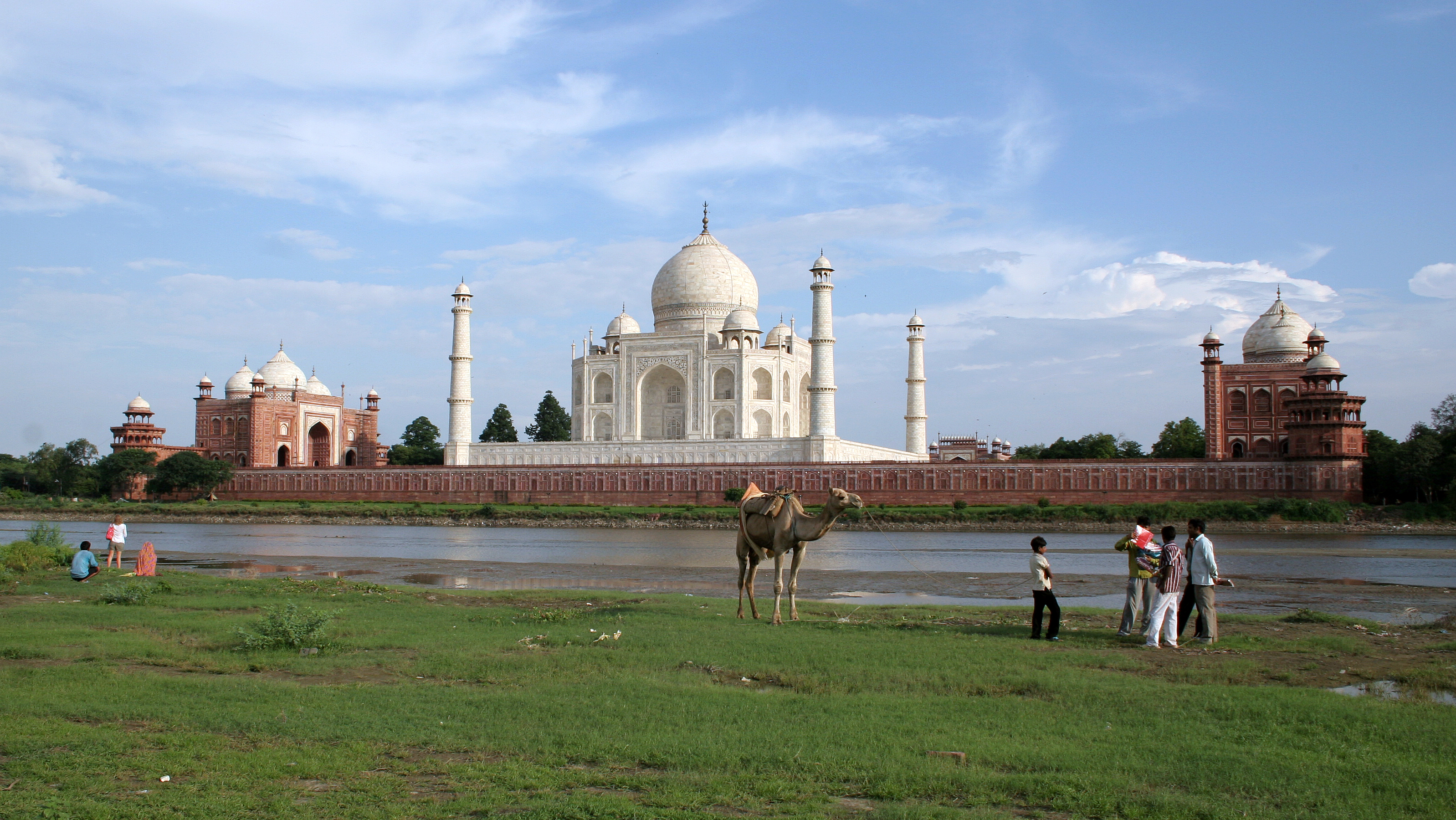
El Taj Mahal vist des del riu Yamuna

El 1908 es va completar la restauració ordenada pel virrei britànic, Lord Curzon, que també va encarregar la gran aranya de la càmera interior segons el model d'una similar que es trobava en una mesquita del Caire. Curzon va fer remodelar també els jardins a l'estil anglès que encara avui es conserven.
Durant el segle xx va millorar la cura del monument; el 1942 el govern va construir una bastida gegant cobrint la cúpula, en previsió d'un atac aeri de la Luftwaffe i, posteriorment, de la força aèria japonesa. Aquesta protecció es va tornar a erigir durant les guerres entre Índia i Pakistan de 1965 i 1971.
Les amenaces més recents provenen de la contaminació ambiental sobre les riberes del riu Yamuna i de la pluja àcida causada per la refineria de Mathura. Ambdós problemes són objecte de diversos recursos davant la Cort Suprema de Justícia de l'Índia.
El 1983, el Taj Mahal va ser triat per la UNESCO patrimoni de la Humanitat, i actualment és una important destinació turística.
Recentment, sectors sunnites van reclamar la propietat de l'edifici, basant-se que es tracta de la tomba d'una dona esposada amb un membre d'aquest culte islàmic. El Govern indi ha rebutjat la reclamació considerant-la sense fonament, ja que el Taj Mahal és propietat de la nació sencera.

## Disseny

### Elements formals
Els elements formals i decoratius són emprats repetidament i consistentment a tot el complex, unificant el vocabulari estètic. Les principals característiques del mausoleu es reflecteixen en la resta de les construccions:
1. Finial: rematada ornamental de les cúpules, també usat en les pagodes asiàtiques.
2. Decoració de lotus: esquema de la flor de lotus esculpida en les cúpules.
3. Cúpula en forma de ceba: també anomenada amrud, típica de l'arquitectura de l'islam, i que seria usada més tard a Rússia.
4. Tambor: base cilíndrica de la cúpula, que serveix de suport i transició formal sobre la base de l'edifici.
5. Guldasta: agulla decorativa fixada a la vora dels murs portants.
6. Chattri: quiosc de columnes i cúpula, també utilitzat en forma aïllada com monument commemoratiu.
7. Sanefes: panells de tancament sobre arqueres.
8. Cal·ligrafia: escriptura estilitzada de versos de l'Alcorà sobre les arquejades principals
9. Arcs o portals: també anomenats pixtaq (paraula persa pels portals exempts).
10. Daus: panells decoratius flanquejant els murs principals.

### Influències

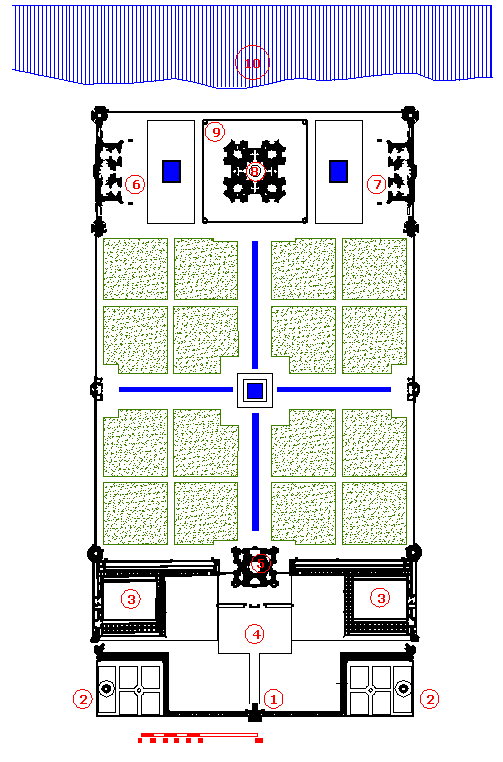
Esquema de planta del conjunt.

El Taj Mahal incorpora i amplia les tradicions edilícies de l'islam, Pèrsia, Índia i de l'Imperi Mogol.
El disseny general s'inspira en una sèrie d'edificis timurins i mongols, entre els quals es troben el Gur-e Amir (tomba de Tamerlà), la tomba d'Itmad-Ud-Daulah i la Jama Masjid, a Delhi. Sota el mecenatge de Sha Jahan, l'arquitectura mogol va arribar nous nivells de refinament. Abans del Taj Mahal era habitual edificar amb pedra arenosa vermella, però l'emperador va promoure l'ús de marbre blanc amb incrustacions de pedres semiprecioses.

### Simetria
El conjunt del Taj Mahal, amb el seu eix principal perpendicular a la riba del Yamuna (10), està constituït pels següents elements arquitectònics: (Vegeu ubicació a l'esquema de planta)
1. Portal d'accés
2. Tombes secundàries
3. Patis
4. Pati (esplanada) d'accés principal
5. Darwaza o fort d'accés
6. Jabaz
7. Mesquita
8. Mausoleu
9. Minarets

Al centre, els amplis jardins dividits a quadres s'organitzen mitjançant la creu formada pels canals.
La superfície de l'aigua reflecteix els edificis, produint un efecte addicional de simetria.

## Els jardins
El complex se situa envoltat d'un gran chahar bagh que mesura 320 x 300 metres i inclou picapedrers de flors, senderes elevades, avingudes d'arbres, fonts, cursos d'aigua i estanys que reflecteixen la imatge dels edificis a l'aigua.

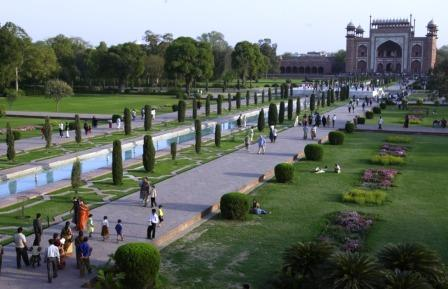
El jardí amb els senders al costat de l'estany central.

Cada secció del jardí està dividida per senders en 16 planters de flors, amb un estany central de marbre a mig camí entre l'entrada i el mausoleu, que torna la imatge reflectida de l'edifici.
El chahar bagh va ser introduït a l'Índia per Babur, el primer emperador mogol, segons un disseny inspirat en la tradició persa amb la finalitat de representar els jardins del paradís. En els textos místics de l'islam en el període mogol es descriu al paradís com un jardí ideal, ple d'abundància. L'aigua juga un rol clau en aquestes descripcions, ja que assenyala quatre rius que sorgeixen d'una font central, constituïda per muntanyes, que separen a l'edèn en quatre parts segons els punts cardinals (nord, sud, est i oest).
La majoria d'aquests jardins mogols són de forma rectangular, amb un pavelló central. El Taj Mahal és inusual en aquest sentit, ja que situa a l'edifici principal, el mausoleu, en un dels extrems. Tanmateix, el recent descobriment de l'existència del «Mahtab bagh» (Jardí de la lluna) a la riba oposada del riu Yamuna permet una interpretació diferent, incorporant la llera al disseny global de manera que es convertís en un dels rius del paradís.
El traçat dels jardins i les seves característiques arquitectòniques principals, com les fonts, les senderes de marbre i de maó, els picapedrers lineals del mateix material —similars al jardí de Shalimar— suggereixen que poden haver estat dissenyats pel mateix enginyer, Alí Mardan.
Les descripcions més antigues del jardí esmenten la seva profusa vegetació, amb abundància de rosers, narcisos i arbres fruiters. Amb la declinació de l'imperi mogol també decreix el manteniment, i quan els britànics assumeixen el control del Taj Mahal, introdueixen modificacions paisatgístiques per reflectir millor l'estil dels jardins de Londres.
Els visitants poden encara sorprendre's veient als jardiners tallar la gespa mitjançant una segadora tirada per bous.

## Edificis secundaris

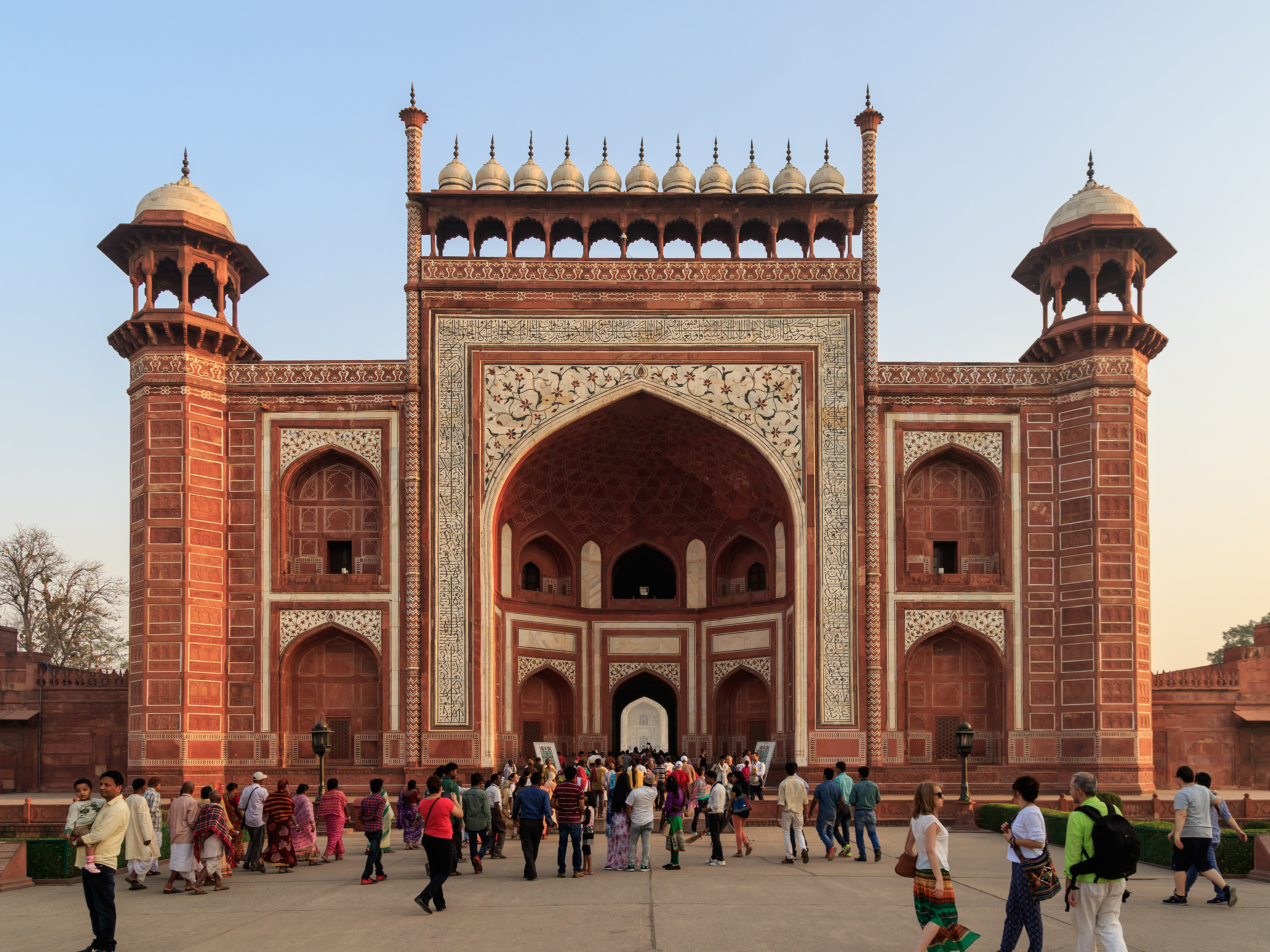
Darwaza d'accés al Taj Mahal.

El complex està limitat per tres costats per un mur de castell de pedra vermella. El límit del quart costat el forma el mateix riu Yamuna. Extramurs hi ha diversos mausoleus secundaris, incloent-hi els de les altres vídues de Xa Jahan i el del servent favorit de Mumtaz. Aquests edificis, construïts principalment amb pedra sorrenca, són típics de les tombes mogols de l'època.

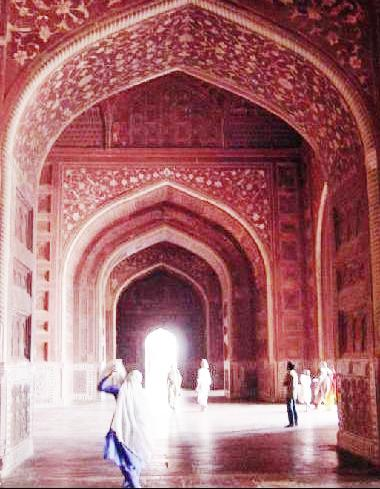
Interior del jawab usat possiblement per hostatjar.

Del costat interior, els murs es completen amb una columnata amb arcs, característica comuna dels temples hindús incorporada després a les mesquites mogols. A distàncies fixes s'inclouen chattris i altres petites construccions que poden haver estat utilitzades com a miradors, incloent-hi la que actualment es coneix com la "Casa de música", utilitzada com a museu.
L'entrada principal, la darwaza, és un edifici monumental construït en sorra vermella. L'estil recorda l'arquitectura mogol dels primers emperadors. Les seves voltes repeteixen les formes del mausoleu i incorporen la mateixa cal·ligrafia decorativa. S'utilitzen decoracions florals en baixos relleus i incrustacions. Els murs presenten elaborats dissenys geomètrics, similars als que hi ha en altres edificis del complex. Originalment, l'entrada es tancava amb dues grans portes de plata, que van ser desmuntades i foses pels jats el 1764.

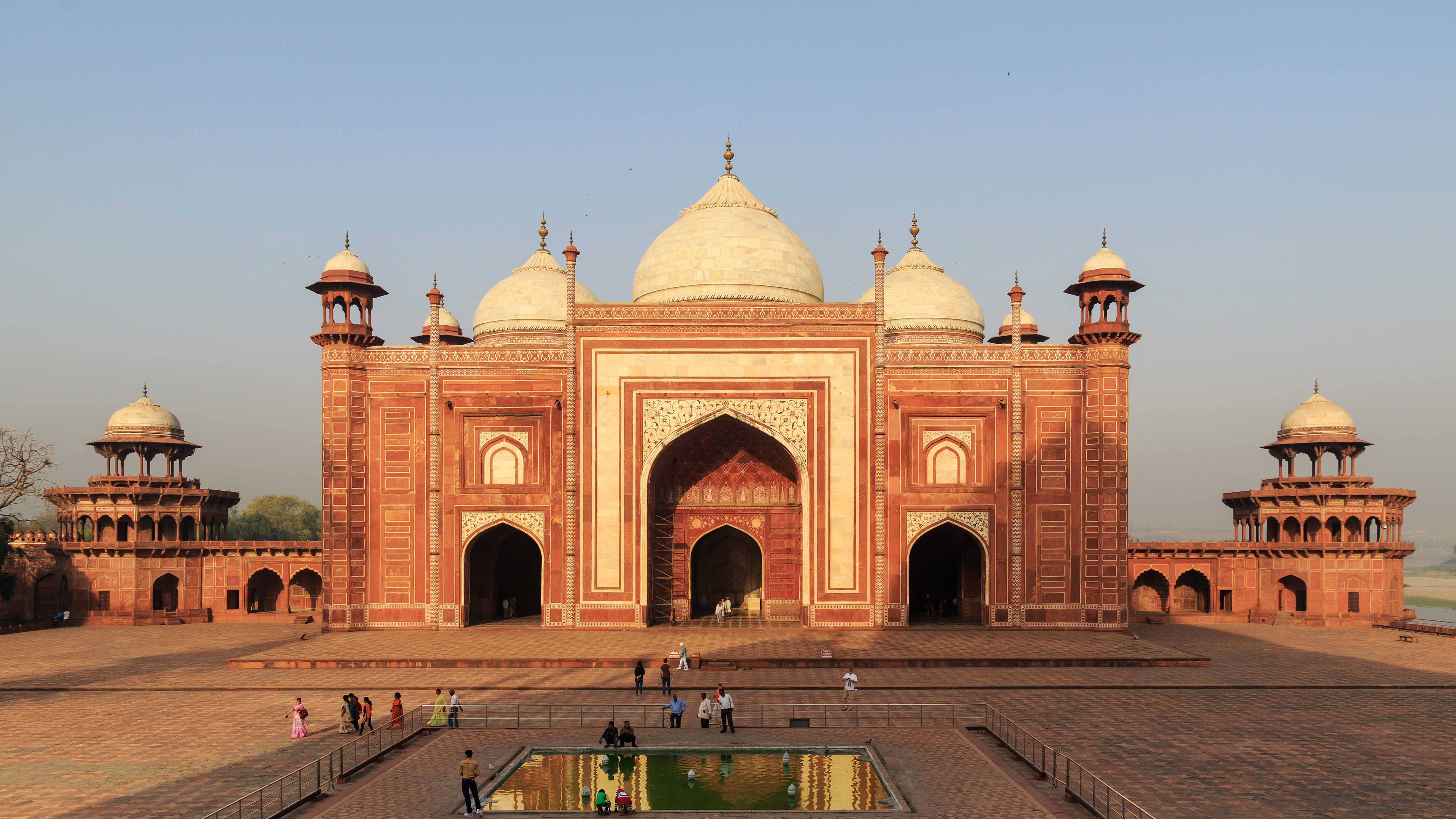
El masjid, la mesquita.

A l'extrem del complex s'aixequen dos grans edificis als costats del mausoleu, paral·lels als murs est i oest.
Ambdós són fidels reflexos entre un i l'altre. L'edifici occidental és una mesquita i el seu oposat és el jawab, el sentit original de la qual era balancejar la composició arquitectònica i es creu que va ser usat com a hostal o casa de convidats. Les diferències consisteixen en el fet que el jawab no té minaret i els seus pisos presenten dissenys geomètrics, mentre que els de la mesquita estan decorats amb un disseny en marbre negre que marca la posició de les catifes perquè puguin resar 569 fidels.
El disseny bàsic de la mesquita és similar a altres construïdes per Xa Jahan, especialment la seva Jama Masjid a Delhi, que consisteix en una gran sala rematada per tres cúpules. Les mesquites mogols d'aquesta època divideixen el santuari en tres àrees: un sector principal i dues ales laterals.

## El mausoleu

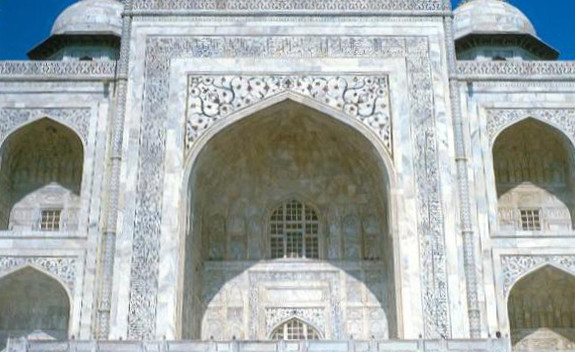
L'Iwan principal del mausoleu.

El focus visual del Taj Mahal, encara que no es localitzi en el centre del conjunt, és el mausoleu de marbre blanc. Com la majoria de les tombes mogols, els elements bàsics són d'origen persa: un edifici simètric amb un iwan coronat per una gran cúpula.
La tomba descansa sobre un pedestal quadrat. L'edifici consisteix en una gran superfície dividida en multitud de sales, de les quals la central alberga el cenotafi de Xa Jahan i Muntaz. Actualment, les tombes reals es troben en un nivell inferior.
El basament és essencialment un cub de 55 metres de costat amb vèrtex aixamfranats. A sobre de cada costat, una gran pishtaq o arcada envolta l'iwan, amb un nivell superior similar de balconades sota arcs. Aquests arcs principals s'enlairen fins al sostre del basament, generant una façana integrada.
A cada costat de l'arcada principal, hi ha arcades menors a sobre i a sota. Aquest motiu es repeteix als xamfrans. El disseny és completament uniforme i consistent en els quatre costats del basament. A cada cantó del pedestal base, un minaret complementa i realça el conjunt.
La cúpula de marbre blanc sobre el mausoleu és a primera vista el més espectacular del conjunt. La seva altura és gairebé igual al basament, al voltant de 35 metres, dimensió que s'accentua per estar recolzada sobre un tambor circular de 7 metres d'alçada.

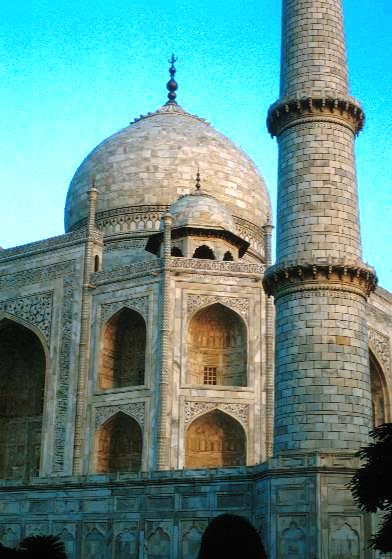
Basament, cúpula i minaret.

La cúpula és del tipus «ceba», nom que s'origina en la descripció de la seva forma. Els àrabs anomenen a aquesta tipologia de cúpula amrud, és a dir, 'amb forma de poma'.
El terç superior de la cúpula està decorat amb un anell de flor de lotus en relleu, i en la rematada una agulla o finial daurada combina tradicions islàmiques i hindús.
Aquesta agulla acaba amb un creixent lunar, motiu típic islàmic, amb els seus extrems apuntant al cel. Pel seu emplaçament sobre l'agulla, el topall d'aquesta i els extrems de la lluna combinats formen una figura de trident, reminiscència del símbol tradicional hindú per la deïtat de Xiva.
El tronc del finial conté a més una sèrie de formes bulboses. La figura central mostra una forta semblança amb el kalash o kumbh, el vaixell sagrat de la tradició hindú.
La forma de la cúpula s'emfatitza també pels quatre chattris en cada cantó. Les cúpules d'aquests quioscos repliquen la forma de la central. Les seves bases columnates s'obren a través del sostre del mausoleu i proveeixen llum natural a l'interior. Els chattris també estan rematats per finials.
En els murs laterals, les estilitzades guldastes o espires decorades ajuden a augmentar la sensació d'altura de l'edifici.
El motiu del lotus es repeteix en chattris i guldastes.
A cada cantó del pedestal s'eleva un minaret: quatre grans torres de més de 40 metres d'alt que novament mostren l'afició del Taj pel disseny simètric i repetitiu.
Les torres estan dissenyades com a minarets funcionals, element tradicional de les mesquites des d'on el muetzí crida els fidels a l'oració. Cada minaret està dividit en tres parts iguals per dues balconades que l'envolten com anells. En el topall de la torre, una terrassa coberta per un chattri repeteix el disseny del mausoleu.
Aquests chattris tenen tots els mateixos tocs de terminació: el disseny de flor de lotus i el finial daurat sobre la cúpula. Cada minaret va ser construït lleugerament inclinat cap a fora del conjunt. D'aquesta manera, en cas d'ensulsiada —alguna cosa no tan improbable en aquest temps per construccions de semblant altura— el material cauria lluny del mausoleu.

## Decoració

### Exterior
Pràcticament, tota la superfície del complex ha estat ornamentada, i es troba entre les més belles decoracions exteriors de l'arquitectura mogol de qualsevol època. També en aquest aspecte, els motius es repeteixen en tots els edificis i elements. En proporció a la grandària de la superfície per decorar, la decoració es torna més o menys refinada i detallista. Els elements decoratius pertanyen bàsicament a tres categories, recordant que la religió islàmica prohibeix la representació de la figura humana:
- Cal·ligrafia
- Elements geomètrics abstractes
- Motius vegetals

Aquestes decoracions es van executar amb tres tècniques diferents:
- Pintura o estuc aplicat sobre els murs

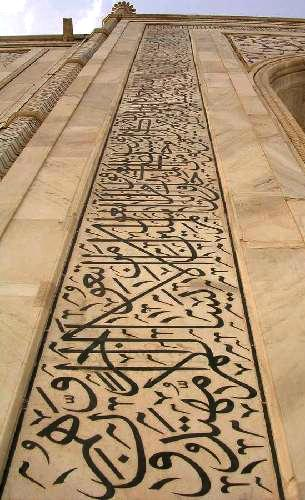
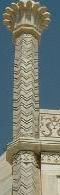
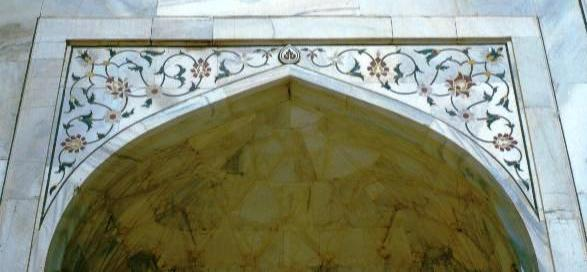

- Incrustació de pedres
- Escultures

- Cal·ligrafia sobre el gran portal d'accés al mausoleu.
- Decoració geomètrica: "espina de peix".
- Motius vegetals: detall del panell juntament a un arc.

#### Cal·ligrafia
Els passatges de l'Alcorà són utilitzats en tot el complex com a elements decoratius. Els textos creats pel cal·lígraf persa de la cort mogol Amanat Khan són molt flòrids i gairebé il·legibles. La signatura del cal·lígraf apareix en diversos panells.
Les lletres estan incrustades en quars opaques sobre els panells de marbre blanc. Alguns dels treballs són extremadament detallats i delicats, especialment els quals es troben en el marbre dels cenotafis de la tomba. Els panells superiors estan escrits amb cal·ligrafia proporcionada per compensar la distorsió visual en mirar-los des de sota.
Estudis recents suggereixen que Amanat Khan va ser també qui va seleccionar els passatges de l'Alcorà. Els textos refereixen en general a temes de justícia, d'infern pels incrèduls i de promesa de paradís pels fidels. Entre els principals passatges, s'inclouen les següents sures: 91 (el sol), 112 (puresa de fe), 89 (descans diari), 93 (llum del matí), 95 (les figueres), 94 (l'obertura), 36 (Ya Sin), 81 (l'enfosquiment), 82 (l'esquerda), 84 (l'estrip), 98 (l'evidència), 67 (el domini), 48 (la victòria), 77 (els enviats) i 39 (els grups).

#### Decoració geomètrica abstracta
Les formes d'art abstracte són utilitzades especialment en el pedestal del mausoleu, en els minarets, en la mesquita i la jawab, i també en les superfícies menors de la tomba. Les cúpules i voltes dels edificis de pedra estan treballades amb traceria per crear elaborades formes geomètriques.
En les zones de transició l'espai entre elements veïns s'omple amb traceria formant patrons en ve baixa. En els edificis de calcària vermella es fa servir traceria blanca, i sobre el marbre blanc es fa servir com a contrast traceria fosca o negra.
Els pisos i senderes usen mosaics de colors i formes diferents combinats en patrons geomètrics complexos.
La tècnica d'incrustació sobre les plaques de marbre presenta una perfecció que les juntes entre les pedres i gemmes incrustades tot just es distingeixen amb una lent d'augment. Una flor, de tot just set centímetres quadrats, té 60 incrustacions o taracejades diferents, que ofereixen al tacte una superfície llisa.

#### Motius vegetals
Les parets baixes de la tomba mostren sòcols de marbre amb baixos relleus de flors i vinyes, que han estat polits per ressaltar l'exquisit treball.
Els sòcols i laterals d'arcs han estat decorats amb incrustacions de pedres semiprecioses formant dibuixos molt estilitzats de flors, fruits i vinyes. Les pedres incrustades són marbre groc, jade i quars de colors, alineat i polit amb la superfície dels murs.

### Interior
La sala central del Taj Mahal presenta una decoració que va més enllà de les tècniques tradicionals, i emparenta amb formes més elevades de l'art manual, com l'orfebreria i la joieria.
Aquí el material usat per les incrustacions no és ara marbre o jade, sinó gemmes precioses i semiprecioses. Cada element decoratiu de l'exterior ha estat redefinit mitjançant joies.
La sala principal conté a més els cenotafis de Mumtaz i Sha Jahan, obres mestres d'artesania virtualment sense precedents en l'època.
La forma de la sala és octogonal i encara que el disseny permet ingressar per qualsevol dels costats, només la porta sud, en direcció als jardins és usada habitualment. Les parets interiors tenen aproximadament 25 metres d'altura, sobre les quals es va construir una falsa cúpula interior decorada amb motius solars.
Vuit arcs apuntats defineixen l'espai a nivell del sòl. Igual que en l'exterior, a cada mig arc se li superposa un segon a mitjan altura en la paret. Els quatre arcs centrals superiors formen balconades amb miradors a l'exterior. Cada finestra d'aquestes balconades duu una intricada pantalla de marbre calat, o jali.
A més de la llum provinent de les balconades, la il·luminació es complementa amb la qual ingressa pels chattris en cada cantó de la cúpula exterior.
Cadascun dels murs de la sala ha estat bellament decorat amb sòcols en baix relleu, intricades incrustacions de pedreria i refinats panells de cal·ligrafia, reflectint fins i tot a nivell de miniatura els detalls exposats en l'exterior del complex.
La tradició musulmana prohibeix la decoració elaborada de les tombes, per la qual cosa els cossos de Mumtaz i Sha Jahan descansen en una càmera relativament simple sota la sala principal del Taj Mahal. Estan sepultats segons un eix nord-sud, amb els rostres inclinats cap a la dreta, en direcció a La Meca.
Tot el Taj Mahal s'ha generat al voltant dels cenotafis, que dupliquen en forma exacta la posició de les dues tombes, i són còpia idèntica de les pedres del sepulcre inferior.
El cenotafi de Mumtaz està emplaçat en el centre exacte de la sala principal. Sobre una base rectangular de marbre d'aproximadament 1,50 x 2,50 metres hi ha una petita urna també de marbre. Tant la base com l'urna estan incrustades en un fi treball de gemmes.
Les inscripcions cal·ligràfiques sobre l'urna identifiquen i oren per Mumtaz. A la tapa de l'urna sobresurt una pastilla rectangular que sembla una tauleta o placa per escriure.
El cenotafi de Sha Jahan està al costat del de Mumtaz —cap a l'Oest—, formant l'única disposició asimètrica de tot el complex. És major que el de la seva esposa, però conté els mateixos elements; una gran urna amb base alta, també decorada amb meravellosa precisió mitjançant incrustacions i cal·ligrafia identificadora. Sobre la tapa de l'urna hi ha una escultura d'una petita caixa de plomes d'escriure.

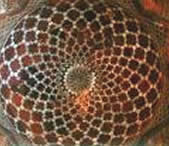
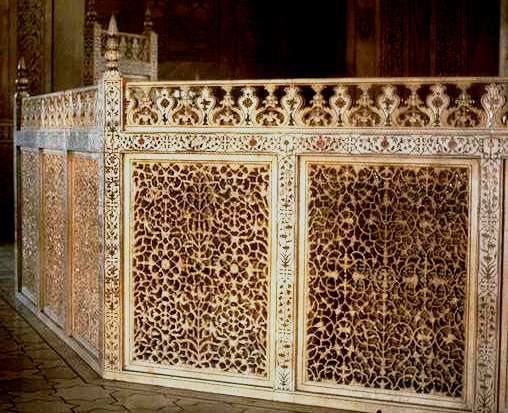
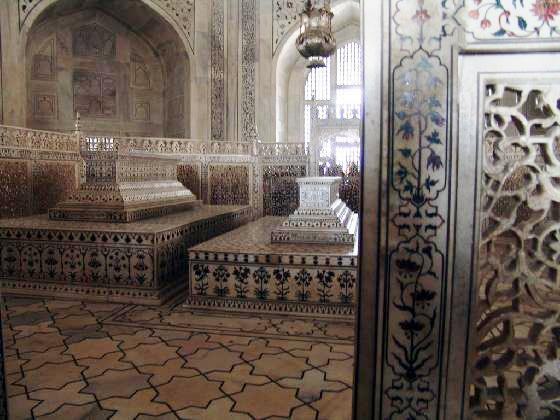

- Interior de la cúpula, mostrant el treball geomètric en pedreria.
- Pantalla que rodeja el cenotafi, en marbre calat i amb incrustacions de pedres precioses.
- Els cenotafis, les "tombes buides".

## Procés de construcció
La construcció del Taj Mahal es va iniciar amb els fonaments del mausoleu. Es va excavar i va emplenar amb enderrocs una superfície d'aproximadament 12.000 metres quadrats per reduir les filtracions del riu. Tota l'àrea va ser aixecada a una altura de gairebé 15 metres sobre el nivell de la riba. El Taj Mahal té una altura aproximada de 60 metres, i la cúpula principal amida 20 metres de diàmetre i 25 d'altura.

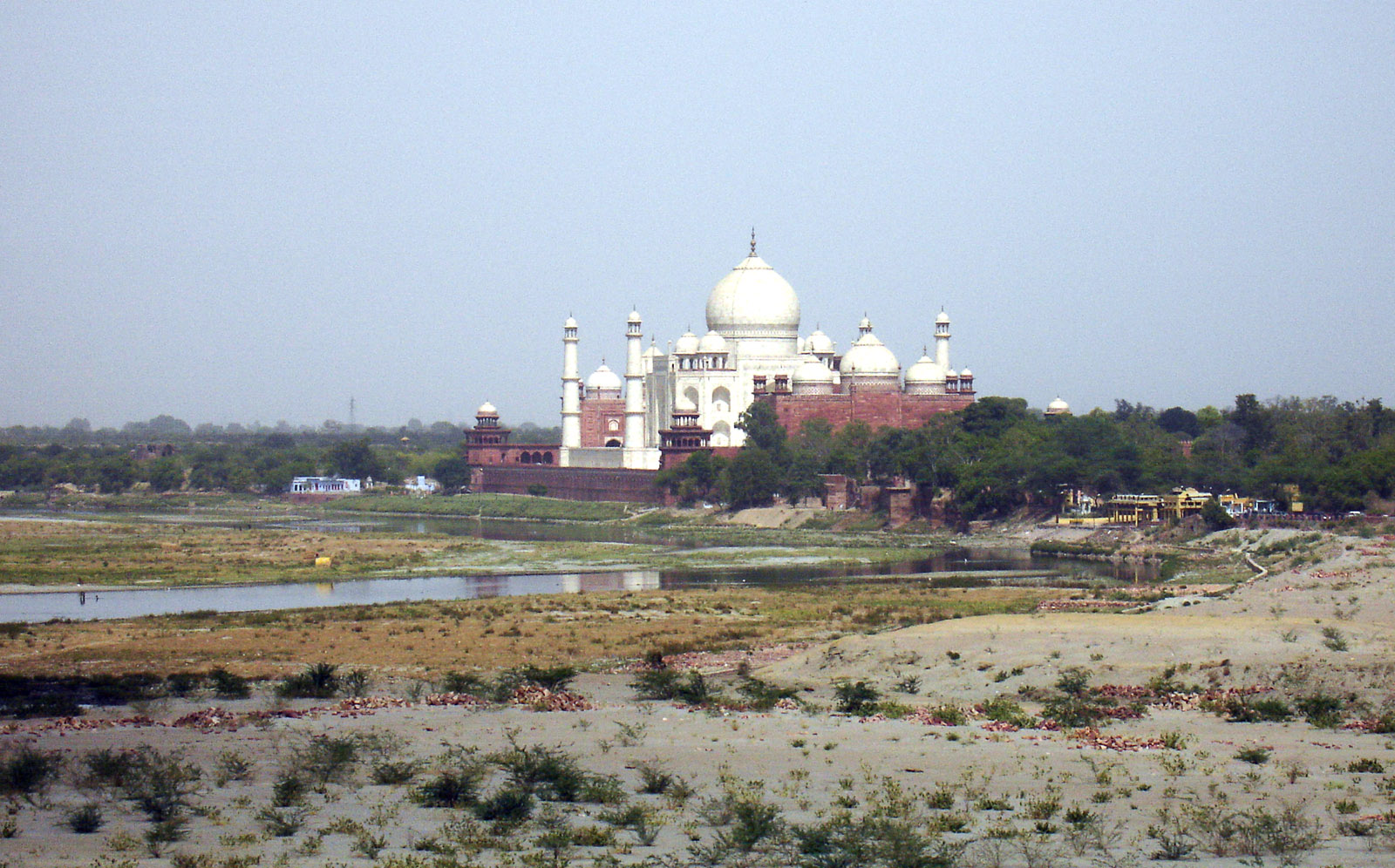
Vista des del fort d'Agra

A la zona del mausoleu es van cavar pous fins a trobar la napa d'aigua, i els va omplir amb pedra i enderrocs formant les bases dels fonaments. Es va deixar un pou obert en les proximitats per controlar el canvi del nivell freàtic.
En lloc d'utilitzar bastides de bambú com era comú en l'època, els obrers van construir colossals bastides de maó per fora i per dintre dels murs del mausoleu. Aquestes bastides eren tan enormes, que molts estimen en anys el temps que va demandar desmantellar-los. D'acord amb la llegenda, Sha Jahan va decretar que qualsevol podia endur-se maons de les bastides, i en conseqüència van ser desmantellats de nit pels camperols.
Per traslladar el marbre i altres materials des d'Agra fins a l'obra, es va construir una rampa de terra de 15 quilòmetres de longitud. D'acord amb els registres de l'època, per al transport dels grans blocs es van utilitzar carretes especialment construïdes, llençades per equips de vint o trenta bous.
Per posar els blocs en posició es va requerir un elaborat sistema de corrioles muntades sobre pals i bigues de fusta. L'energia era proveïda per juntes de bous i mules.
El procés constructiu va ser:
1. El basament o pedestal.
2. El mausoleu amb la seva cúpula
3. Els quatre minarets
4. La mesquita i el jawab
5. El fort d'accés

El pedestal i el mausoleu van consumir dotze anys de construcció. Les restants parts del complex van prendre deu anys més.
Com el conjunt va ser construït en etapes, els historiadors de l'època informen diferents dates de terminació, a causa possiblement de les opinions divergents sobre la definició de la paraula «terminació». Per exemple, el mausoleu en si va ser completat el 1643, però el treball va continuar en la resta del complex.

### Infraestructura hídrica
L'aigua per al Taj Mahal va ser proveïda mitjançant una complexa infraestructura que incloïa sèries de "purs" moguts a força de bous, que duien l'aigua a grans cisternes, des d'on mitjançant mecanismes similars l'elevava a un gran tanc de distribució situat per sobre de la planta baixa del mausoleu.
Des d'aquest tanc de distribució, l'aigua passava per tres tancs subsidiaris, des dels quals es conduïa a tot el complex. A una profunditat d'1,50 metres, alineat amb la sendera principal, corre un conducte de fang cuit que omple les piscines principals dels jardins. Altres canelles de coure alimenten a les fonts en el canal nord-sud, i es van excavar canals secundaris per regar la resta del jardí.
Les fonts no es van connectar en forma directa als tubs d'alimentació, sinó a un tanc intermediari de coure sota cada sortida, amb la finalitat d'igualar la pressió en totes.
Els purs no es conserven, però sí la resta de les instal·lacions.

### Elenc d'artesans
El Taj Mahal no va ser dissenyat per una sola persona, sinó que va demandar el talent de diverses persones. Els noms dels constructors de diferents especialitats que van participar en l'obra ens han arribat a través de diverses fonts.
Dos deixebles del gran arquitecte otomà Koca Mimar Sinan Agha, Ustad Isa i Isa Muhammad Effendi, van tenir un rol clau en el disseny del complex. Alguns textos en llengua persa mencionen a Puru de Benarus com a arquitecte supervisor
La cúpula principal va ser dissenyada per Ismaïl Khan de l'Imperi Otomà, considerat el primer arquitecte i constructor de cúpules d'aquella època.
Qazim Khan, un natiu de Lahore, va modelar el finial d'or sòlid que corona la cúpula principal del mausoleu.
Chiranjilal, un artesà de Nova Delhi, fou l'escultor principal i responsable dels mosaics.
Amanat Khan del Siraz, Iran (l'antiga Pèrsia), va ser el responsable de la cal·ligrafia.
Muhammad Hanif va ser el capatàs del paredat.
Mir Abdul Karim i Mukkarimat Khan de Siraz, Iran, van supervisar les finances i van gestionar la producció diària.
L'equip d'artistes va incloure escultors de Bukharà, cal·lígrafs de Síria i Pèrsia, mestres en incrustació del sud de l'Índia, talladors de pedra del Balutxistan, un especialista a construir torretes, un altre que gravava flors sobre els marbres, completant un total de 37 artesans principals. Aquest equip directriu va estar acompanyat per una força laboral de més de 20.000 obrers reclutats per tot el nord de l'Índia.
Els cronistes europeus, especialment durant el primer període del Raj Britànic, suggerien que alguns dels treballs del Taj Mahal havien estat obra d'artesans europeus. La majoria d'aquestes suposicions eren purament especulatives, però una referència del 1640, segons la carta d'un frare espanyol que va visitar Agra, esmenta que Geronimo Veroneo, un aventurer italià en la cort de Xa Jahan, va ser el responsable principal del disseny. No hi ha proves científiques demostrables per confirmar aquesta asseveració, ni tampoc hi ha citat cap Veroneo en els documents relatius a l'obra que encara es conserven. Ernest Binfield Havel, el principal investigador britànic d'art indi en l'últim Raj, va descartar aquesta teoria per no trobar-ne cap prova i per resultar inconsistent amb els mètodes emprats pels dissenyadors.

### Materials
El principal material empleat per la construcció és un marbre blanc portat en carretes tirades per bous, búfals, elefants i camells des de les pedreres de Makrana, al Rajasthan, situades a més de 300 km de distància.
El segon material més utilitzat és la pedra sorrenca vermella, emprat per la construcció de la majoria dels palaus i forts musulmans anteriors a Sha Jahan. Aquest material es va utilitzar en combinació amb el marbre negre en les muralles, l'accés principal, la mesquita i el jawab.
A més, el Taj Mahal inclou materials portats de tota Àsia. Es van emprar més de 1.000 elefants per transportar materials de construcció des dels confins del continent. El jaspi es va portar del Panjab, i el cristall i el jade des de la Xina.
Des del Tibet es van portar turqueses i des de l'Afganistan el lapislàtzuli, mentre que els safirs provenien de Ceilan i la carnèlia d'Aràbia. En total es van utilitzar 28 tipus de gemmes i pedres semiprecioses per fer les incrustacions en el marbre.

### Cost
El cost total que va suposar la construcció del Taj Mahal s'estima en cinquanta milions de rupies. En aquells temps, un gram d'or valia aproximadament 1,40 rupies, de manera que segons la valoració actual, la suma podria significar més de cinc-cents milions de dòlars nord-americans. S'ha de tenir en compte, no obstant això, que qualsevol comparança basada en el valor de l'or entre diferents èpoques resulta sovint molt inexacta.

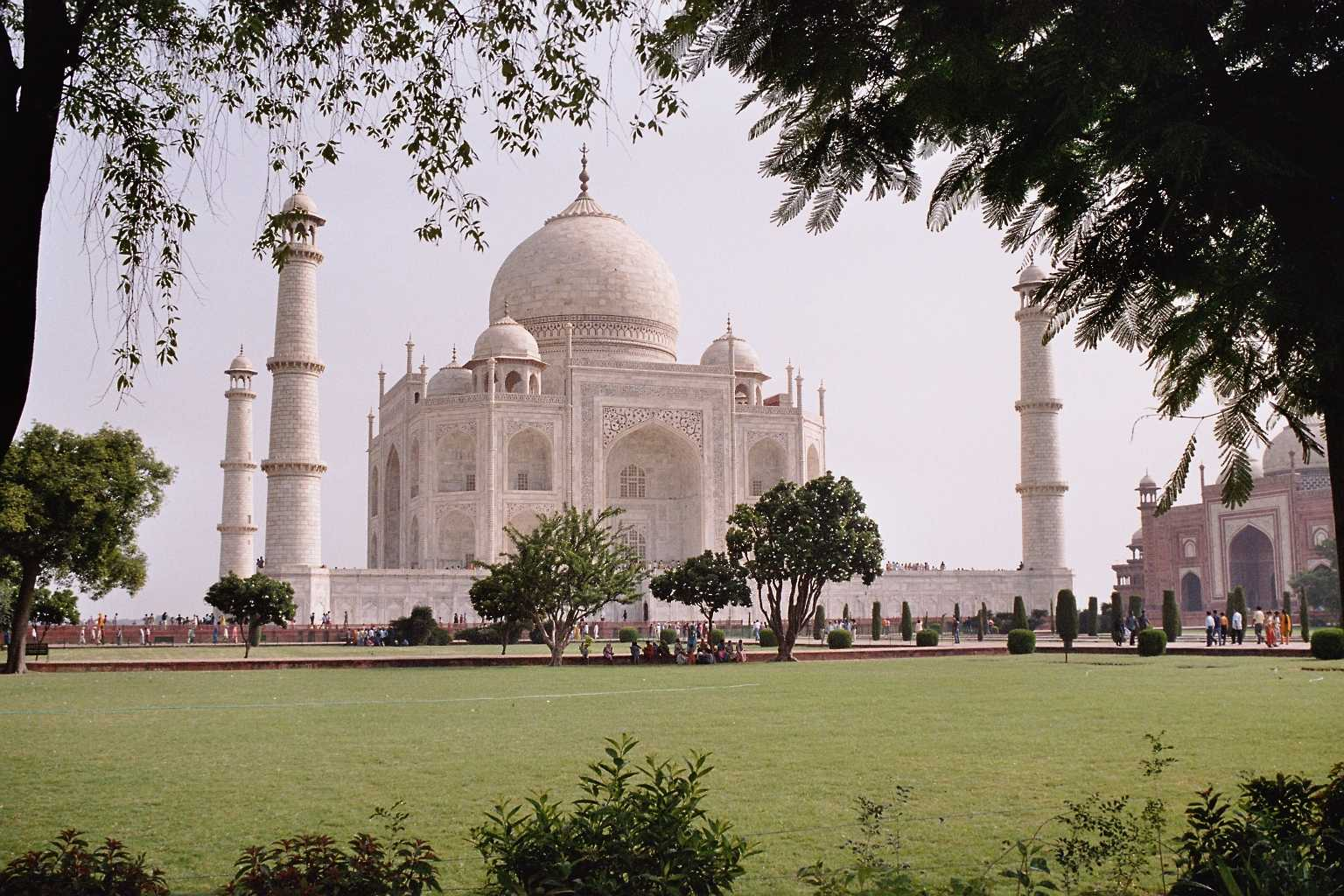
El Taj Mahal i a la dreta la mesquita

## Llegendes i hipòtesis

### Origen del nom
La paraula «Taj» prové del persa, llenguatge de la cort mogol, i significa «Corona», mentre que «Mahal» és una variant curta de Mumtaz Mahal, el nom formal en la cort d'Arjumand Banu Begum, el significat de la qual és «Primera dama del palau». Taj Mahal, llavors, refereix a «la corona de Mahal», l'estimada esposa de Sha Jahan. El 1663 el viatger francès François Bernier va esmentar l'edifici com a «Tage Mehale», coincidint pràcticament amb la fonètica hindi del nom i que en català seria «Tatx Maal».

### El Taj Negre
Una vella tradició popular sosté que es va preveure construir un mausoleu idèntic en la riba oposada del riu Yamuna, reemplaçant el marbre blanc per negre. La llegenda suggereix que Sha Jahan va ser destronat pel seu fill Aurangzeb abans que la versió negra pogués ser edificada, i que les restes de marbre negre que poden trobar-se travessant el riu són les bases inconcluses del segon mausoleu.
Estudis recents desmenteixen parcialment aquesta hipòtesi i llancen nova llum sobre el disseny del Taj Mahal. Totes les altres grans tombes mogoles se situaven en jardins formant una creu, amb el mausoleu en el centre. El Taj Mahal, per contra, s'ha disposat en forma d'una gran «T» amb el mausoleu en un extrem. El rastre de les ruïnes en la riba oposada del riu estén, no obstant això, el disseny fins a formar un esquema de creu, on el riu es convertiria en canal central d'un gran chahar bagh. El color negre sembla producte de l'acció del temps sobre els marbres blancs originalment abandonats allí. Els arqueòlegs han denominat a aquest segon i mai construït Taj, com el «Mahtab Bagh», o «Jardí de la llum de lluna».

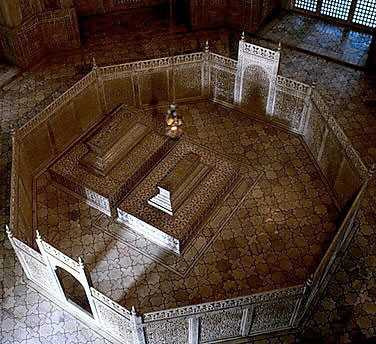
El cenotafi de Sha Jahan està desplaçat del centre, com va ser afegit a la seva mort.

### La tomba asimètrica de Xa Jahan
Aurangzeb va situar la tomba i el cenotafi de Xa Jahan en el Taj Mahal, en comptes de construir-li un mausoleu propi com era característic per al rang d'emperador. Aquesta ruptura de la simetria és atribuïda per una llegenda complementària del Taj Negre a malícia o indiferència d'Aurangzeb. No obstant això, els avis d'aquest últim havien estat ja sepultats en un mausoleu amb similar configuració asimètrica.
El fill de Xa Jahan era un home piadós, i l'islam evita tota mena d'ostentació, especialment en l'aspecte funerari, i, en conseqüència, en lloc d'utilitzar un taüt, era normal usar simplement un sudari per sepultar als morts.
Els llibres islàmics descriuen la sepultura en taüts com «una despesa inútil, que pot ser millor utilitzat a alimentar el famolenc o ajudar el necessitat». Segons la visió d'Aurangzeb, construir un mausoleu nou per Xa Jahan hauria estat un balafiament. Per tant, va sepultar al seu pare al costat de Mumtaz Mahal sense més complicacions.

### Mutilació dels obrers
Moltes històries descriuen, sovint amb detalls horripilants, la mort, desmembrament i mutilació que Sha Jahan hauria infligit a diversos artesans relacionats amb la construcció del mausoleu. Potser la història més repetida és la que com l'emperador va tenir a la seva disposició als millors arquitectes i decoradors, després de completar el seu treball els feia encegar i tallar les mans perquè no poguessin tornar a construir un monument que entelés la primacia del Taj Mahal. Cap referència respectable permet assegurar aquesta hipòtesi, de la qual alguns creuen, per altra banda, que era una pràctica bastant comuna en relació amb alguns grans monuments de l'Antiguitat.

### Elements robats
Abunden les llegendes en relació amb molts elements robats pertanyents al Taj Mahal. Alguns han estat deteriorats pel temps, però molts dels supòsits que manquen són només llegendes.
Entre les falses pèrdues més difoses, es destaquen:
- Les Fulles d'or, que suposadament cobrien tot o part de la cúpula principal.
- La Barana daurada, que hauria envoltat els cenotafis, confonent possiblement els límits provisoris col·locats i després reemplaçats en acabar les pantalles de marbre.
- Els diamants, suposadament incrustats en els cenotafis.
- El teixit de perles, que segons alguns cobria el cenotafi de Mumtaz.

No obstant això, altres elements sí que es van perdre amb els segles, entre ells:
- Els portons de plata del fort d'accés.
- Els daurats a la fulla que cobrien les juntes metàl·liques de les pantalles de marbre al voltant dels cenotafis.
- Nombroses catifes que cobrien els interiors del mausoleu.
- Els llums esmaltats de l'interior.

### Pla britànic per demolir el Taj Mahal
Una història sovint repetida narra que el Lord William Bentinck, governador de l'Índia a la dècada de 1830, va pensar a demolir el Taj Mahal i vendre el marbre. En algunes versions del mite, la quadrilla de demolició estava llesta per començar el seu treball, però no va començar la demolició perquè Bentinck va ser incapaç de fer viable el projecte des del punt de vista financer. No hi ha proves de l'època sobre aquest pla, que pot haver estat difós a finals del segle xix quan Bentinck era criticat pel seu insistent utilitarisme i Lord Curzon emfatitzava la negligència en el manteniment que havien incorregut els anteriors responsables del monument, presentant-se a si mateix com un salvador del patrimoni indi.
D'acord amb John Rosselli, biògraf de Bentinck, la història es va inventar a partir d'altres fets certs, de molt diferent caire: la venda de marbre de descartament provinent del fort d'Agra i la d'un famós però obsolet canó, en ambdós casos amb fins benèfics.

### El temple de Xiva
El president de l'institut revisionista indi, P.N. Oak, ha asseverat repetidament que el Taj Mahal va ser en realitat un temple hindú dedicat al déu Xiva, usurpat i remodelat per Sha Jahan. Segons ell, el nom original del temple era «Tejo Mahalaya», que després va passar a «Taj Mahal» mitjançant corrupció fonètica.
Oak assegura també que les tombes d'Humayun, Akbar i Itimiad-u-Dallah, igual que la ciutat del Vaticà a Roma, la Kaaba a La Meca, Stonehenge, i «tots els edificis històrics» a l'Índia, van ser temples o palaus hindis.
| « | El Taj és només una mostra típica de com tots els edificis històrics i poblacions d'origen hindú, del Caixmir al Cap Comorin, han sigut atribuïts a aquest o aquell govern musulmà. | » |

Després va asseverar que el Taj «no era» un temple de Xiva, sinó que podria haver estat el palau d'un rei del Rajput. En qualsevol cas mantenia la seva acusació sobre que el monument era d'origen hindú, robat per Sha Jahan i adequat com a tomba. Oak així mateix assegurava que Mumtaz no estava sepultada allí.
Oak va assegurar també que els nombrosos testimoniatges de l'època relatius a la construcció del Taj Mahal, incloent-hi els voluminosos registres financers de Sha Jahan i de les seves directives sobre l'obra eren fraus elaborats per ocultar l'origen hindú.
Aquestes provocatives acusacions van fer que Oak fos conegut pel públic a través dels mitjans massius de comunicació.
Va arribar a entaular demandes judicials per assolir l'obertura dels cenotafis i la demolició de part de la maçoneria del basament, ja que en aquestes «falses tombes» i en «sales segellades» s'havien ocultat diversos elements corresponents al Shivalingam o altre monument.
Les acusacions d'Oak no són acceptades pels especialistes, però aquests mites han estat igualment utilitzats per diversos activistes del nacionalisme hindú.
Durant l'any 2000 la Suprema Cort de Justícia va rebutjar les peticions d'Oak relatives a declarar l'origen hindú del Taj Mahal, i el va condemnar al pagament dels costos judicials.
D'acord amb Oak, el rebuig del govern indi a la seva petició és part d'una conspiració contra l'hinduisme.
Cinc anys després, la Suprema Cort d'Allahabad va rebutjar una petició similar, en aquest cas interposada per Amar Nath Misrah, un predicador i treballador social que assegurava que el Taj Mahal va ser construït pel rei hindú Parmar Dev el 1196.

## Visions del Taj Mahal
Al llarg dels segles, el Taj Mahal ha inspirat la prosa de viatgers, escriptors, i altres personalitats de tot el món, posant en relleu la forta càrrega emocional que produeix el monument:
- «A pesar de les seves decoracions severes, purament geomètriques, el Taj Mahal sura. El fons de la porta és com una ona. En la cúpula, la immensa cúpula, hi ha alguna cosa lleument excessiva, una mica que tot el món sent, una mica dolorós. Onsevulla la mateixa irrealitat. Perquè el color blanc no és real, no pesa, no és sòlid. Fals sota el sol, fals al clar de la lluna, espècie de peix platejat construït per l'home amb una tendresa nerviosa». (Henri Michaux)
- «El Taj Mahal sembla l'encarnació de totes les coses pures, de totes les coses santes i de totes les coses infelices. Aquest és el misteri de l'edifici». (Rudyard Kipling)
- «Una llàgrima en la galta del temps». (Rabindranath Tagore)

## Present i futur
- Des del 1985 s'han anat observant inconvenients en l'estabilitat estructural del mausoleu, incloent-hi la inclinació progressiva dels alts minarets. Les principals causes semblen la progressiva dessecació de la llera del riu Yamuna, modificant el tenor d'humitat del sòl, i la seva capacitat portant.[21]
- S'ha denunciat la creixent deterioració dels marbres del Taj a causa de la contaminació ambiental. Les emanacions industrials en l'atmosfera produeixen l'acumulació d'una pàtina que corroeix les superfícies del monument.[22] Seguint ordres judicials de protecció ambiental, s'ha restringit el trànsit vehicular en les proximitats del complex, i s'estudien altres mesures de conservació.
- Les autoritats d'Agra permeten novament la visita en nits de lluna, passeig tradicional pel monument, que fossin prohibides des del 1984 per temor a atemptats a causa de la rebel·lió sikh d'aquella època.[23] El marbre blanc presenta característiques de fluorescència sota la llum de la lluna.
- El Taj Mahal va ser nomenat el 7 de juliol de 2007 com a part de les set meravelles del món modern. Incomptables turistes han visitat el lloc —més de 3.000.000 el 2004 segons la BBC—, convertint-lo en una de les atraccions turístiques més importants de l'Índia.
- Tenint en compte que el complex inclou una mesquita, l'accés durant els dies de divendres es permet solament a fidels musulmans.